# Finse Golf
De Finse Golf (Fins: Suomenlahti, Estisch: Soome laht, Russisch: Финский залив; Finskij zaliv, Zweeds: Finska viken) is het gedeelte van de Oostzee tussen de zuidkust van Finland en de noordkust van Estland en het ten oosten daarvan gelegen Russische kustgebied. 

## Geografie
De zee heeft een oppervlakte van 29.500 km². De maximale breedte is 130 kilometer. Het is een ondiepe zee, de zeembodem ligt gemiddeld 38 meter onder de zeespiegel en op het diepste punt op 115 meter.
De westgrens van de Finse Golf wordt doorgaans getrokken tussen de schiereilanden Hanko in Finland en Põõsaspea in Estland. De voornaamste zoetwaterleverancier is de Neva, die bij Sint-Petersburg uitmondt in de Nevabaai, het meest oostelijke deel van de Finse Golf.  
Van de eilanden in de Finse Golf is het Russische eiland Hogland met 21 km² het grootste. Op een oostelijker Russisch eiland, Kotlin, bevindt zich het referentiepunt waaraan hoogtemetingen in Rusland en een groot deel van Oost-Europa worden gerelateerd, het peil van Kronstadt. Keri (eiland), Prangli en Aksi zijn eilanden die tot Estland behoren.
De saliniteit van de Finse Golf is nog lager dan die van de rest van de Oostzee: deze is in het westen tot 6 promille en neemt naar het oosten toe verder af. Door het lage zoutgehalte bevriest de zee gemakkelijk. Delen van de golf kunnen van eind november tot eind april bevriezen; de ijsvorming begint in het oosten en breidt zich geleidelijk uit naar het westen. Een volledige ijsdekking treedt meestal eind januari op in strenge winters. De gemiddelde watertemperatuur in de winter is nagenoeg 0°C en in de zomer stijgt dit naar 15 tot 17°C aan de oppervlakte gemeten. 
Het noordelijkste puntje van Estland ligt in de Finse Golf en is de kaap Purekkari neem. Een onderdeel van de Finse Golf is de Baai van Tallinn, ten noorden van Tallinn.
Meer dan 10 miljoen mensen wonen rond de Finse Golf en de grootste steden aan de kust zijn Sint-Petersburg, Helsinki en Tallinn. Er zijn verschillende belangrijke havens in de Finse Golf en de Nord Stream aardgaspijpleiding loopt op de bodem. Op 1 januari 2020 werd de Balticconnector in gebruik genomen. Deze aardgaspijpleiding loopt van Ingå in Finland naar Paldiski in Estland. Het aardgas kan in beide richtingen worden getransporteerd. Finland heeft hiermee een aansluiting gekregen met de Europese aardgasnetwerk.

## Natuur
In Finland is de vogeltrek vooral geconcentreerd langs de kustlijnen van de Finse Golf en de Botnische Golf. De migratieroute van Arctische watervogels en ganzen in de Finse Golf is ook internationaal belangrijk. Honderdduizenden vogels trekken naar Siberië langs de Finse Golf.

## Milieuproblemen
Door vervuiling is de Finse Golf het meest geëutrofieerde deel van de Oostzee.
Naast de vervuiling vanaf het land wordt de Finse Golf bedreigd door het groeiende tankerverkeer. Er zijn verschillende olieraffinaderijen langs de kust, waar veel tankerverkeer naartoe gaat. In de Finse Golf wordt jaarlijks 165 miljoen ton aardolie vervoerd.

## Als eerste over de Finse Golf
De eerste ballonvaart over de Finse Golf staat op naam van de Finnen Jan Fröjdman en Timo Sulin-Saaristo. Zij vertrokken op 20 april 1997 vanuit Sipoo en landden na 3 uur en 39 minuten op 21 km ten oosten van Tallinn.
Op 26 juli 2008 werd de golf door twee Esten voor het eerst officieel overgezwommen. Bruno Nopponen legde het 55 kilometer lange traject van het Finse Porkkala naar het Estische Suurupi af in 19 uur en 13 minuten. Priit Vehm deed er drie uur langer over. Vier anderen haalden de overkant niet.